# Малон (Сарагоса)
Малон (ісп. Malón) — муніципалітет в Іспанії, у складі автономної спільноти Арагон, у провінції Сарагоса. Населення — 379 осіб (2010).
Муніципалітет розташований на відстані близько 240 км на північний схід від Мадрида, 75 км на північний захід від Сарагоси.

## Демографія
Динаміка населення (INE ):